# Wolf of New York
Pour plus de détails, voir Fiche technique et Distribution.
Wolf of New York est un film américain réalisé par William C. McGann, sorti en 1940.

## Fiche technique
- Réalisation : William C. McGann
- Scénario : Gordon Kahn, Lionel Houser
- Photographie : Reggie Lanning
- Montage : Ernest J. Nims
- Musique : William Lava
- Producteur : Robert North
- Société de production : Republic Pictures
- Genre : Film dramatique, Film policier[1]
- Durée : 67 minutes
- Date de sortie : 23 janvier 1940

## Distribution
- Edmund Lowe : Chris Faulkner
- Rose Hobart: Peggy Nolan
- James Stephenson : Hiram Rogers
- Jerome Cowan : Cosgrave
- William Demarest : Bill Ennis
- Maurice Murphy : Frankie Mason
- Charles D. Brown : Const. Nolan
- Edward Gargan : W. Thornton Upshaw
- Andrew Tombes : Sylvester Duncan
- Ben Welden : Owney McGill
- Ann Baldwin : Gladys
- Roy Gordon : Gouverneur